# Pascal Rüegg
Pascal Rüegg (* 13. Dezember 1996) ist ein Schweizer American-Football-Spieler auf der Position des Wide Receivers.

## Werdegang
Rüegg begann 2016 in der Jugend der Winterthur Warriors mit dem American Football. Zur Saison 2017 wurde er in den Kader für die Nationalliga A aufgenommen. 2019 debütierte er in der Schweizer Nationalmannschaft. Zur Saison 2020 schloss er sich den Ravensburg Razorbacks aus der German Football League an, doch wurde die Saison aufgrund der Covid-19-Pandemie abgesagt. Sein Debüt für die Razorbacks gab er daher ein Jahr später. Rüegg fing teamintern die meisten Touchdowns und verhalf den Razorbacks damit zu einer ausgeglichenen 5:5-Bilanz. Im März 2022 wurde Rüegg bei den Allgäu Comets als Neuzugang vorgestellt. Dort war er die zweitbeliebteste Anspielstation des Quarterbacks Kenyatte Allen. Mit den Comets schied er erst im Halbfinale der Playoffs gegen die Schwäbisch Hall Unicorns aus.
Für die Saison 2023 unterschrieb Rüegg einen Vertrag bei den Helvetic Guards aus der European League of Football (ELF). Wenige Wochen vor Saisonbeginn verzichtete Rüegg jedoch auf einen Start für das Schweizer Franchise. Als Grund gab er unter anderem eine nicht ausgeheilte Verletzung an: «Der Heilungsprozess verlief nicht wie ich es mir vorgestellt hatte. Eine ELF-Saison verlangt einem Spieler sehr viel ab, dessen bin ich mir absolut bewusst. Dabei muss das Verhältnis „Aufwand / Ertrag“ oder eben auch „Chancen und Risiken“ trotzdem stimmen. Für mich gab es da je länger je mehr Fragezeichen.»
Im November 2022 schloss er sich zudem dem Touch-Football-Team Baselland Pioneers an.

## Statistiken
| Jahr                    | Team                  | Spiele | Receiving | Receiving | Receiving | Receiving | Receiving |
| Jahr                    | Team                  | Spiele | Rec       | Yds       | Avg       | TD        | Lng       |
| ----------------------- | --------------------- | ------ | --------- | --------- | --------- | --------- | --------- |
| German Football League  |                       |        |           |           |           |           |           |
| 2021                    | Ravensburg Razorbacks | 08     | 37        | 0536      | 14,5      | 06        | 50        |
| 2022                    | Allgäu Comets         | 11     | 58        | 0766      | 13,2      | 10        | 70        |
| GFL Gesamt              | GFL Gesamt            | 19     | 95        | 1302      | 13,7      | 16        | 70        |
| Quellen: stats.gfl.info |                       |        |           |           |           |           |           |